# Paul Franz

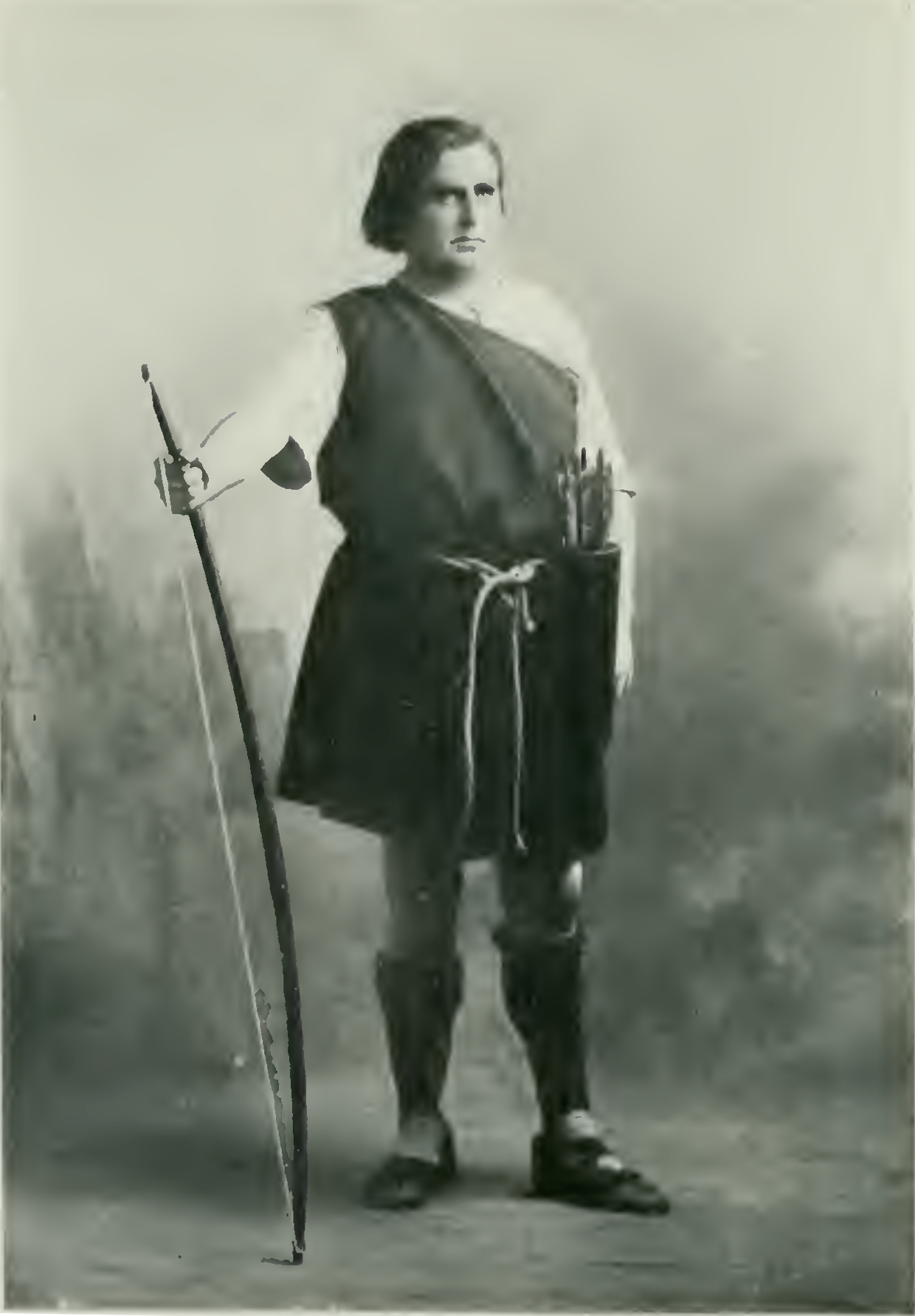
Paul Franz, dans Parsifal.

Paul Franz, né François Gautier à Paris 17e le 30 novembre 1876 et mort à Paris 16e le 20 avril 1950, est un chanteur d’opéra français, reconnu comme l’un des meilleurs chanteurs wagnériens de son époque, sans doute le seul Heldentenor français. Il a longtemps chanté à l’Opéra de Paris et devint ensuite professeur au Conservatoire de Paris.

## Biographie
François Gautier est le fils de Paul Gautier et de Marie Durécu (petite-fille d'Abel Le Creps). Il est le frère de Guy de Téramond. 
Il travaille d'abord comme employé dans une compagnie ferroviaire et chante comme baryton amateur. Il échoue au concours d'entrée au Conservatoire de Paris mais réussit à gagner une compétition de chant en 1908 comme ténor et travaille avec Louis Delaquerrière, un ténor de l'Opéra comique.
Il change alors son nom pour celui de Paul Franz ; il gagne le concours de chant organisé par l'hebdomadaire Comœdia. Il fait ses débuts à Nantes puis l'Opéra de Paris dès 1909 dans Lohengrin et l'accueil du public et de la presse est excellent. Il chante alors Samson et Sigurd, ainsi que tous les rôles de fort ténor, jusqu'à Otello de Verdi, Jean dans Hérodiade, Lohengrin, Walther, Tristan, Parsifal…
Il se produit régulièrement à Covent-Garden aux côtés de Nellie Melba.  
Les compositeurs voient en lui, pendant toutes les années 20 et 30, l'idéal d'un ténor à la voix à la fois claire, puissante et vaillante. Il crée de nombreux opéras de Vincent d'Indy, Henri Rabaud ou Albert Roussel.  
Il se retire de la scène en 1938. Il devient professeur au Conservatoire. Il est l'auteur d'un livret de ballet, L'orchestre en liberté.
Il est inhumé au cimetière de Blois-ville.